# Sławomir Gawlas
Sławomir Jan Gawlas (ur. 15 listopada 1949 w Łodzi) – polski historyk, mediewista, badacz dziejów Rzeszy Niemieckiej, kolonizacji na prawie niemieckim oraz rozwoju świadomości narodowej. Profesor Instytutu Historycznego Uniwersytetu Warszawskiego, od 2008 kierownik Zakładu Nauk Pomocniczych Historii i Metodologii Historii.

## Życiorys
W 1951 zamieszkał w Warszawie. Ukończył VI Liceum Ogólnokształcące im. Tadeusza Reytana w Warszawie (1967) i studia wyższe w Instytucie Historycznym Uniwersytetu Warszawskiego (1972, praca magisterska poświęcona osadnictwu na ziemi czerskiej w średniowieczu). W 1976, po studiach doktoranckich (1973–1976), rozpoczął pracę w Instytucie Historycznym UW, w którym w 1979 uzyskał doktorat na podstawie rozprawy Polska świadomość narodowa w XIV–XV w. Problemy teoretyczne i metodyczne, a 30 września 1996 habilitował się na podstawie pracy O kształt zjednoczonego Królestwa. Niemieckie władztwo terytorialne a geneza społeczno-ustrojowej odrębności Polski.
W 1998 otrzymał tytuł profesora nadzwyczajnego Instytutu Historycznego UW. 9 września 2010 został odznaczony Złotym Krzyżem Zasługi. 26 lutego 2013 prezydent Bronisław Komorowski nadał mu tytuł naukowy profesora nauk humanistycznych. W 2019 ukazała się księga jubileuszowa Monarchia, społeczeństwo, tożsamość. Studia z dziejów średniowiecza, opublikowana przez Wydawnictwa Uniwersytetu Warszawskiego i ofiarowana prof. Sławomirowi Gawlasowi z okazji 70. rocznicy urodzin. 
Członek Rady Naukowej czasopisma „Roczniki Historyczne”, Komitetu Głównego Olimpiady Historycznej dla szkół ponadpodstawowych i jury Nagrody im. prof. Aleksandra Gieysztora. Po przejściu na emeryturę, jako profesor emeritus Wydziału Historii Uniwersytetu Warszawskiego, kierownik projektu przekładu z łaciny na język polski Kroniki Zbrasławskiej wraz z pełnym opracowaniem naukowym (projekt Narodowego Programu Rozwoju Humanistyki nr 22H 18 0231 86). 

## Publikacje książkowe
- O kształt zjednoczonego Królestwa. Niemieckie władztwo terytorialne a geneza społeczno-ustrojowej odrębności Polski, Warszawa 1996, ISBN 83-85490-54-X (Nagroda Klio 1996 I stopnia[1]).
- Stosunki międzywyznaniowe w Europie Środkowej i Wschodniej w XIV–XVII wieku, red. M. Dygo, S. Gawlas, H. Grala, Warszawa 2002, ISBN 83-7181-246-9.
- Ostmitteleuropa im 14.–17. Jahrhundert – eine Region oder Region der Regionen?, red. M. Dygo, S. Gawlas, H. Grala, Warszawa 2003, ISBN 83-7181-308-2.
- Ziemie polskie wobec Zachodu. Studia nad rozwojem średniowiecznej Europy, red. S. Gawlas, Warszawa 2006, ISBN 978-83-7181-404-4 (wyróżnienie w kategorii autorskiej Nagrody KLIO 2007 dla zespołu autorów: Roman Czaja, Marian Dygo, Sławomir Gawlas, Grzegorz Myśliwski, Krzysztof Ożóg[14]).
- Historia społeczna późnego średniowiecza. Nowe badania, red. S. Gawlas, Warszawa 2011, ISBN 978-83-7181-715-1.